# Die Liebesbriefe der Baronin von S…
Die Liebesbriefe der Baronin von S… ist ein deutscher Stummfilm aus dem Jahr 1924 von Henrik Galeen mit Mia May in der Titelrolle.

## Handlung
Baronin von S. ist eine kultivierte Dame mittleren Alters, ihre Ehe ist in den vergangenen zwei Jahrzehnten mehr und mehr zur Routine geworden. Während einer Reise ins sonnige Italien erhofft sie, Erholung und neue Lebensfreude zu erlangen. Vor Ort lernt sie den jungen Straßenmusiker Giovanni kennen. Er hat alles, was ihr adeliger Gatte nicht hat: Jugend, Frische, Leidenschaft, Temperament und Begeisterungsfähigkeit, mit der Giovanni sie aus ihrem Ehealltag und Trott herausreißt. Rasch verliebt sie sich in den jüngeren Mann, und er erwidert ihre Gefühle. Giovanni schreibt ihr Briefe voller Leidenschaft und Zuneigung, die sie beantwortet, ohne jedoch diese Antworten jemals abzuschicken. Die Baronin, für die eheliche Treue alles bedeutet, führt ihn in die High Society ein. Als sie zu ihrem Mann heimkehren will, beendet die Baronin ihre Affäre mit Giovanni schweren Herzens, da beide doch zu unterschiedlicher, gesellschaftlicher Herkunft sind. Als Abschiedsgeschenk überreicht sie ihm ihre nie abgesendeten Liebesbriefe.
Nach einem Jahr sieht die Baronin ihren Galan aus Italien wieder, und sie erkennt, dass es ein großer Fehler war, damals ihre schriftlich festgehaltenen, intimen Geständnisse diesem ihr im Grunde unbekannten Mann überlassen zu haben. Denn Giovanni, mittlerweile ein mittelloser Vagabund, versucht, die Baronin mit ihrer Hinterlassenschaft zu erpressen. Die Dinge spitzen sich dramatisch zu, und es kommt schließlich zu einem Handgemenge, bei dem Giovanni tödlich verunglückt. Der Baron verzeiht seiner Gattin ihre aus Ehefrust geborenen, unüberlegten Schritte, und es kommt zur Versöhnung.

## Produktionsnotizen
Gedreht wurde von Juni bis August 1924 rund um Rimini. Der sechsaktige Film mit einer Länge von 2381 Metern passierte am 29. Oktober 1924 die Zensur und wurde mit Jugendverbot belegt. Die Uraufführung fand am 16. November 1924 in Wien statt, die Berliner Erstaufführung war am 15. Dezember 1924 am Ufa-Theater am Kurfürstendamm.
Für Hauptdarstellerin Mia May war dies der letzte Film. Nach dem Freitod ihrer gerade erst 22 Jahre jungen Tochter Eva einen Monat nach Drehende, zog sie sich vollständig ins Privatleben zurück. Mias Ehemann Joe May produzierte diesen Streifen.
Die Filmbauten wurden von Paul Leni entworfen und von Fritz Maurischat umgesetzt.

## Kritiken
In der Neuen Freien Presse vom 18. November 1924 heißt es: "Die Stärke dieses sehr hübschen Films liegt in dem ausgezeichneten, fein abgetönten Spiel der Darsteller und in der diskreten, kammerspielhaften Regie. Auch die Photographie ist sehr gut und bedient sich vielfach interessanter, nicht abgebrauchter Effekte. Das Sujet selbst ist ein bißchen konventionell, auch in seiner Durcharbeitung. Die noch immer sehr, sehr schöne Mia May spielt hier, ähnlich wie bereits in der berühmten „Tragödie der Liebe“, die schöne Frau entre deux ages, die nach zwanzigjähriger, geruhsamer Ehe beinahe dem Rausche einer zweiten Jugend erliegt, um schließlich in das sturmsichere Gehege ihres Heims zurückzufinden. Der sie in Gefahr brachte, der junge, bildhübsche, italienische Straßengeiger wird von Memo Benassi sehr echt dargestellt. Desdemona Mazza ist dierichtige glutäugige, heißherzige Italienerin, die mit Mut und Leidenschaft gegen die blonde Signora kämpft, an die sie ihren Giovanni zu verlieren fürchtet. Joe Mays künstlerische Oberleitung ist in jeder Kleinigkeit zu spüren."
In Paimann’s Filmlisten ist zu lesen: „Die Aktivpost des Bildes ist die Darstellung der Hauptrolle durch Mia May, hinter der das übrige Ensemble merklich zurückbleibt. Das Sujet hat nach einer passablen Exposition Längen, die Regie Tag- und Nachtaufnahmen durcheinandergeschnitten“.